# Clinton Hart Merriam
Clinton Hart Merriam (ur. 5 grudnia 1855, zm. 19 marca 1942) – amerykański zoolog, ornitolog, entomolog i etnograf.